# Elektriciteitscentrale Clifty Creek

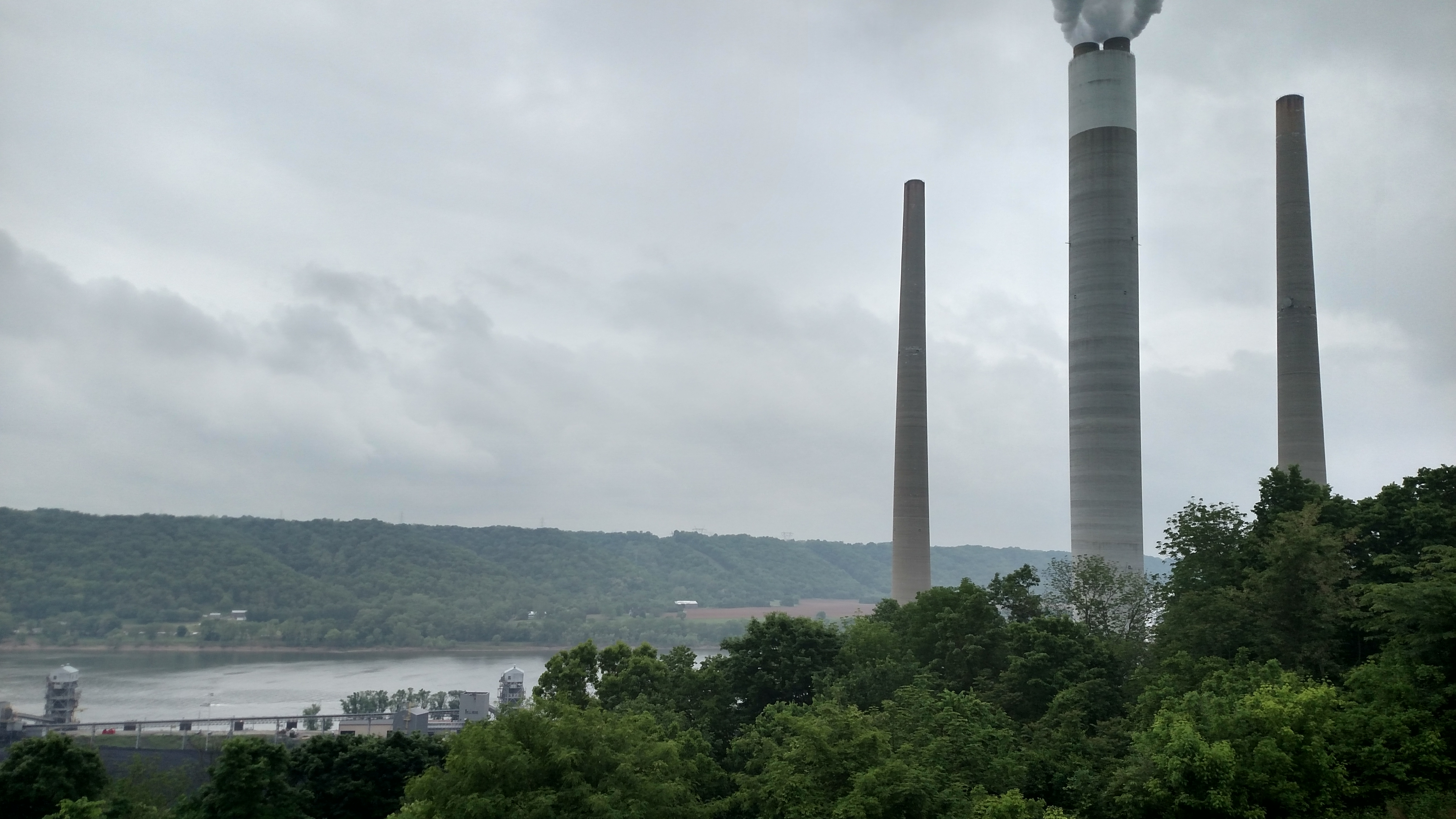
Clifty Creek Power Plant

De Clifty Creek elektriciteitscentrale is een thermische centrale in Madison (Indiana) in de Verenigde Staten met een 300 meter hoge vrijstaande schoorsteen.